# Prélude à l’après-midi d’un faune

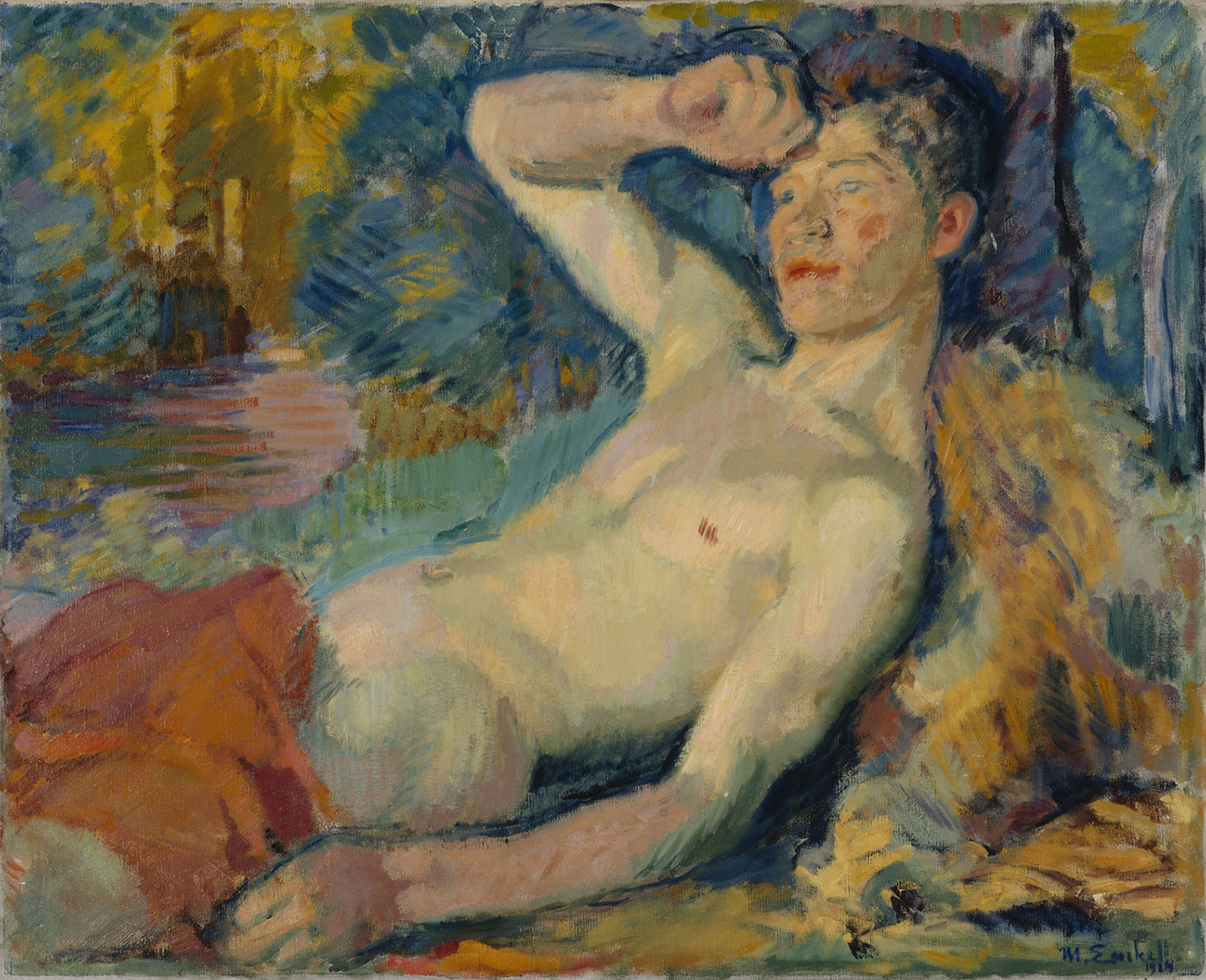
Faun von Magnus Enckell, 1914.
Prélude à l’après-midi d’un faune soll gemäß Debussy beim Zuhörer die erotischen Stimmungen im Zustand des Dämmerns evozieren.

Prélude à l’après-midi d’un faune (französisch für Vorspiel zum Nachmittag eines Faunes), L. 86, ist eine sinfonische Dichtung Claude Debussys, frei nach Stéphane Mallarmés Gedicht L’Après-midi d’un faune. Sie wurde am 22. Dezember 1894 in Paris uraufgeführt.
Debussys Prélude gilt als ein Hauptwerk des musikalischen Impressionismus und ist ein Wendepunkt in der Entwicklung zur modernen Musik. Zusammen mit Mallarmés Dichtung diente es als Inspiration und als musikalische Begleitung für Vaslav Nijinskys Ballett L’Après-midi d’un faune. Alle drei Werke nehmen eine zentrale Stellung in ihrer jeweiligen Kunstgattung und in der Entwicklung der künstlerischen Moderne ein.

## Werk
Prélude à l’après-midi d’un faune ist ein Instrumentalwerk in 110 Takten mit einer Spieldauer von rund zehn Minuten. Debussys Nomenclature des Instruments umfasst 3 Flöten, 2 Oboen, Englischhorn, 2 Klarinetten, 2 Fagotte, 4 Hörner, 2 Harfen, 2 Cymbales antiques oder Crotales und ein sinfonisches Streichquintett. Als sinfonische Dichtung vertont das Prélude das bekannte Gedicht Mallarmés, entbehrt aber laut Debussy im Grunde aller Narrativität. Dieser bemerkte dazu:

« La musique de ce Prélude est une très libre illustration du beau poème de Mallarmé. Elle ne désire guère résumer ce poème, mais veut suggérer les différentes atmosphères, au milieu desquelles évoluent les désirs, et les rêves de l’Egipan, par cette brûlante après-midi. Fatigué de poursuivre nymphes craintives et naïades timides, il s’abandonne à un sommet voluptueux qu’anime le rêve d’un désir enfin réalisé: la possession complète de la nature entière. »

„Die Musik dieses Préludes verbildlicht auf sehr freie Weise Mallarmés schönes Gedicht; sie will es eigentlich gar nicht nacherzählen, sondern die verschiedenen Stimmungen erwecken, in deren Mitte die Begierden und Träume des Fauns sich entwickeln. Ermüdet davon, die furchtsamen Nymphen und scheuen Naiaden zu verfolgen, gibt er sich einem Höhepunkt der Lust hin, zu dem der Traum eines endlich erfüllten Wunsches führt: des vollkommenen Besitzes der ganzen Natur.“

## Entstehung

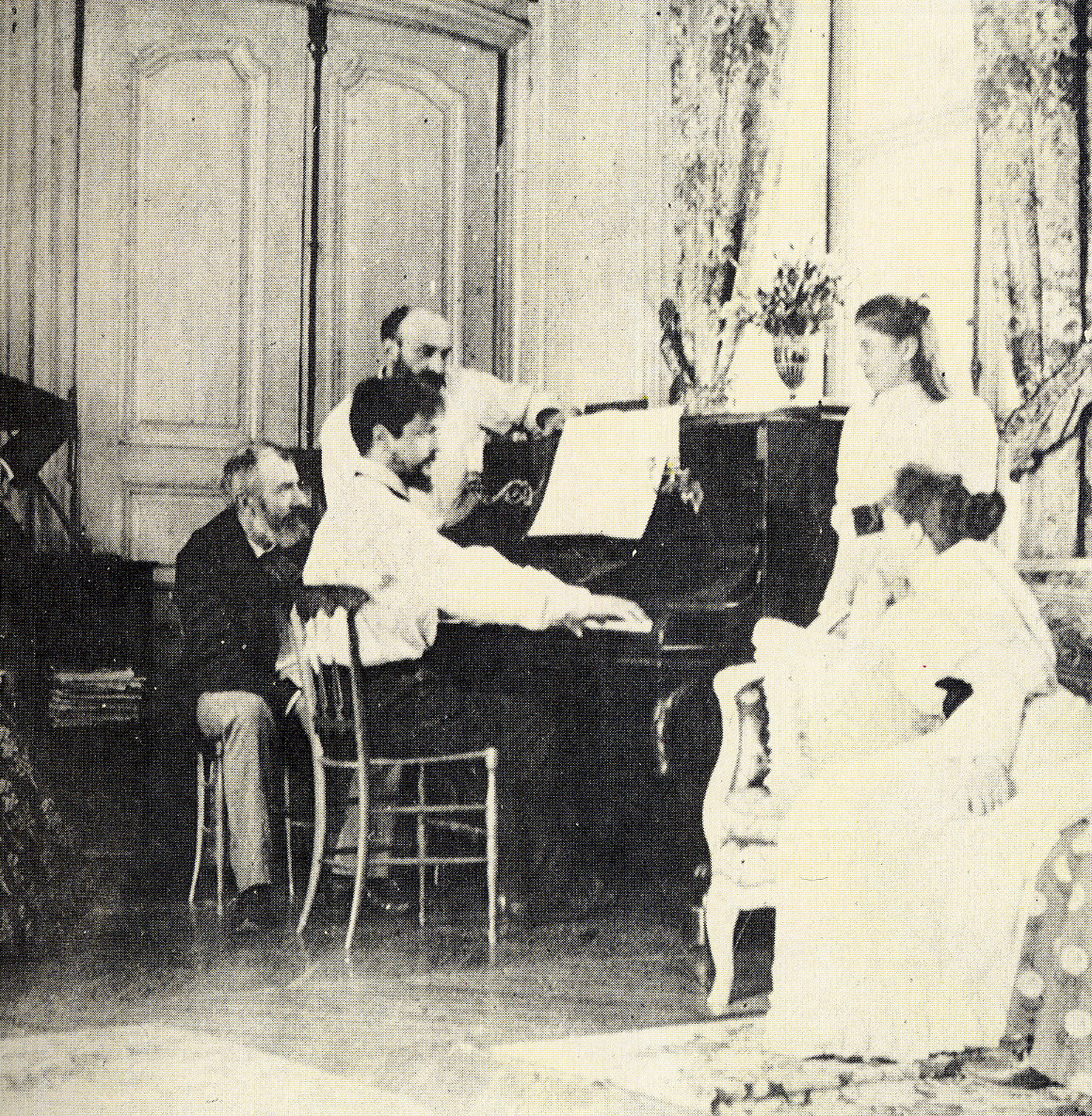
Claude Debussy am Klavier, 1893

Stéphane Mallarmé verfasste sein Gedicht L’après-midi d’un faune 1865, konnte es aber erst 1876 publizieren. Es fand einige Anerkennung in impressionistischen Kreisen und wurde auch von Édouard Manet bebildert. Das Gedicht ist, wie Mallarmés Werke überhaupt, von ausgesprochen suggestiver Symbolik geprägt. Die musikalische Qualität der Sprache Mallarmés ließ bedeutende Komponisten sich mit ihm beschäftigen, so auch Claude Debussy im Prélude à l’après-midi d’un faune von 1894. 1913 vertonte Debussy nochmals Mallarmé, eigenartigerweise fast zur gleichen Zeit wie Maurice Ravel und zudem die gleichen Gedichte (Soupir und Placet futile) wie dieser. L’Après-midi d’un faune diente Debussy nach eigener Aussage allerdings als bloße Inspiration für sein Prélude.
Debussy wurde vermutlich erstmals durch eine Rezension Theodor de Wyzewas’ in der symbolistischen Zeitschrift La Vogue auf Mallarmés Gedicht aufmerksam und empfahl es 1887 Paul Dukas mit großer Begeisterung. Eine Vertonungsabsicht bestand zu diesem Zeitpunkt offenbar noch nicht. Die ersten Entwürfe zum Stück stammen von der Jahreswende 1890/91 und sollten als Begleitmusik zu einer Lesung von Mallarmés Gedicht dienen, die für den 27. Februar 1891 vorgesehen war. Doch fand weder die Aufführung statt, noch wurde die Musik vollendet. Ein Jahr später nahm Debussy die Arbeit daran wieder auf und beabsichtigte, eine dreiteilige Suite Prélude, Interlude et Paraphrase finale sur l’Après-midi d’un faune zu komponieren. Dazu kam es zwar nie, doch gab dieses Vorhaben dem allein realisierten Stück seinen Namen.
Die noch nicht definitive Version des Prélude spielte Debussy 1893 und 1894 in einer Klavierversion einigen Freunden und auch Mallarmé vor. Letzte Änderungen an der Orchestrierung nahm er sogar noch während der Proben zur Uraufführung vor. Diese fand am 22. Dezember 1894 in der Société Nationale de Musique in Paris statt, eine Wiederholung folgte am nächsten Tag.

## Rezeption
Debussy schaffte mit Prélude à l’après-midi d’un faune seinen künstlerischen Durchbruch. Die Resonanz beim Publikum war gut, während die Kritik seitens der Fachwelt zwiespältig ausfiel. Paul Dukas äußerte sich lobend, andere rieten Debussy, er solle zu größerer Einfachheit zurückkehren. So urteilte z. B. Camille Saint-Saëns: „Das Prélude klingt hübsch, aber Sie finden nicht die geringste ausgesprochen musikalische Idee darin. Es ist so viel Musikstück wie die Palette eines Malers Gemälde. Debussy hat keinen Stil geschaffen: er hat das Fehlen von Stil, Logik […] kultiviert.“ Pierre Boulez hat in der Rückschau das Stück zum Ausgangspunkt der modernen Musik ernannt; mit Bezug auf das Faunmotiv (ein Ganzton- und vier Halbtonschritte hinab zum Tritonus und die Rückkehr zum Ausgangston über zwei Ganzton- und zwei Halbtonschritte), eine der berühmtesten musikalischen Passagen, bemerkte er: « C’est avec la flûte du faune que commence une respiration nouvelle de l’art musical […], on peut dire que la musique moderne commence avec L’après-midi d’un faune. » (deutsch: „Mit der Flöte des Faunes hat die Musik neuen Atem zu schöpfen begonnen […], man kann sagen, dass die moderne Musik mit L’Après-midi d’un Faune beginnt.“)
Die Musik und das Gedicht Mallarmés dienten später als Basis für ein gleichnamiges Ballett Vaslav Nijinskys von 1912, das ebenfalls als ein Meilenstein der künstlerischen Moderne (in diesem Fall derjenigen des Tanzes) gilt. 1938 drehte Roberto Rossellini einen kurzen Dokumentarfilm mit diesem Titel. Der italienische Zeichner Bruno Bozzetto verwendete Prélude à l’après-midi d’un faune für seinen an Walt Disneys Fantasia angelehnten Trickfilm Allegro non troppo von 1976, wobei er der Geschichte einen humoristisch-melancholischen Anstrich gab.
Die Nijinsky-Choreographie wurde lange Jahre von den Truppen Ballets Russes de Monte Carlo (1933–1955) und Rambert Dance Company (1931–1983) aufgeführt. Rekonstruierte Fassungen wurden 1976 an der Opéra National de Paris (mit Charles Jude als Faun), 1989 am Teatro San Carlo von Neapel und 2008 beim Festival d’Avignon präsentiert.
L’après-midi d’un faune steht seit den 1980er Jahren auf den Spielplänen zahlreicher Ballett-Ensembles und wurde von einer Reihe namhafter Choreographen neu interpretiert, darunter Richard Wherlock (Komische Oper Berlin 2001, Ballett Basel 2003), Boris Nebyla (Volksoper Wien 2012) und Sasha Waltz (Staatsoper im Schiller Theater 2013).